# 밤처럼 고요하게
밤처럼 고요하게는 KBS 클래식FM에서 방송했던 라디오 프로그램이다.
2015년 1월 1일에 첫방송을 시작해 역대로 시간대와 DJ가 변경되어 방송됐으나 2016년 12월 30일 방송을 마지막으로 폐지되었다.

## 역대 방송시간
| 방송 채널    | 방송 기간                         | 방송 시간                  |
| ------------ | --------------------------------- | -------------------------- |
| KBS 클래식FM | 2015년 1월 1일 ~ 2016년 5월 8일   | 매일 새벽 1:00 ~ 새벽 3:00 |
| KBS 클래식FM | 2016년 5월 9일 ~ 2016년 12월 30일 | 평일 밤 12:00 ~ 새벽 1:00  |

## 역대 DJ
- 2015년 1월 1일 ~ 2015년 6월 14일 : 김지윤 아나운서
- 2015년 6월 15일 ~ 2016년 12월 30일 : 이상협 아나운서